# 澤見彰
澤見 彰（さわみ あき、1978年 - ）は、日本の小説家、ファンタジー作家。埼玉県生まれ。2005年6月、架空歴史ロマン『時を編む者』でデビューした。
デビュー作は、光文社の新人発掘企画「KAPPA-ONE登龍門」の選考を通過したもので、刊行時の帯には田中芳樹による推薦の辞が書かれていた。

## 作品リスト
光文社
- 時を編む者  （2005年6月、カッパ・ノベルス） - 装画：萩尾望都
- 乙女虫 奥羽草紙 雪の章 （2007年12月）
- 紅蜘蛛 奥羽草紙 花の章 （2008年5月）
- 雲霞竜 奥羽草紙 風の章 （2009年2月）

理論社
- 氷原の守り人 （2006年12月）
- 燃えるサバンナ （2008年2月、理論社ミステリーYA!）

その他
- 海駆けるライヴァー・バード （2006年5月、講談社ノベルス）
- はなたちばな亭らぷそでぃ （2009年9月、角川書店）